# Glycaspis siliciflava
Glycaspis siliciflava är en insektsart som beskrevs av Moore 1961. Glycaspis siliciflava ingår i släktet Glycaspis och familjen rundbladloppor. Inga underarter finns listade i Catalogue of Life.